# Sarānsar
Sarānsar (persiska: سرانسر) är en ort i Iran.   Den ligger i provinsen Östazarbaijan, i den nordvästra delen av landet, 400 km nordväst om huvudstaden Teheran. Sarānsar ligger 1 654 meter över havet och antalet invånare är 250.
Terrängen runt Sarānsar är platt åt nordost, men åt sydväst är den kuperad. Runt Sarānsar är det ganska tätbefolkat, med 62 invånare per kvadratkilometer. Närmaste större samhälle är Sarāb, 8,5 km nordost om Sarānsar. Trakten runt Sarānsar består till största delen av jordbruksmark.